# Halsbandsfrötangara
Halsbandsfrötangara (Sporophila caerulescens) är en fågel i familjen tangaror inom ordningen tättingar.

## Utbredning och systematik
Halsbandsfrötangara delas in i tre underarter med följande utbredning:
- S. c. caerulescens – Bolivia till Paraguay, östra Brasilien (Pará), Uruguay och Argentina
- S. c. yungae – norra Bolivia (La Paz, Cochabamba och Beni)
- S. c. hellmayri – östra Brasilien (Bahia)

## Status
Arten har ett stort utbredningsområde och beståndet anses stabilt. Internationella naturvårdsunionen IUCN listar den därför som livskraftig (LC).

## Bilder

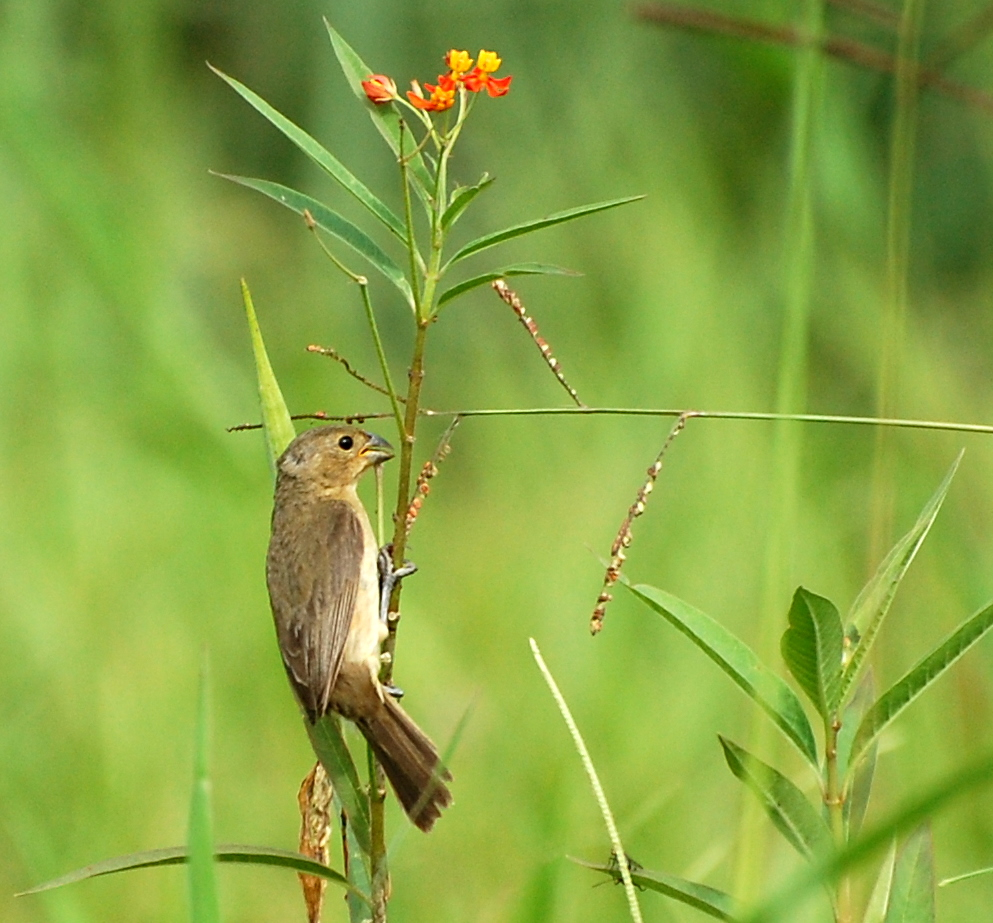
Hona
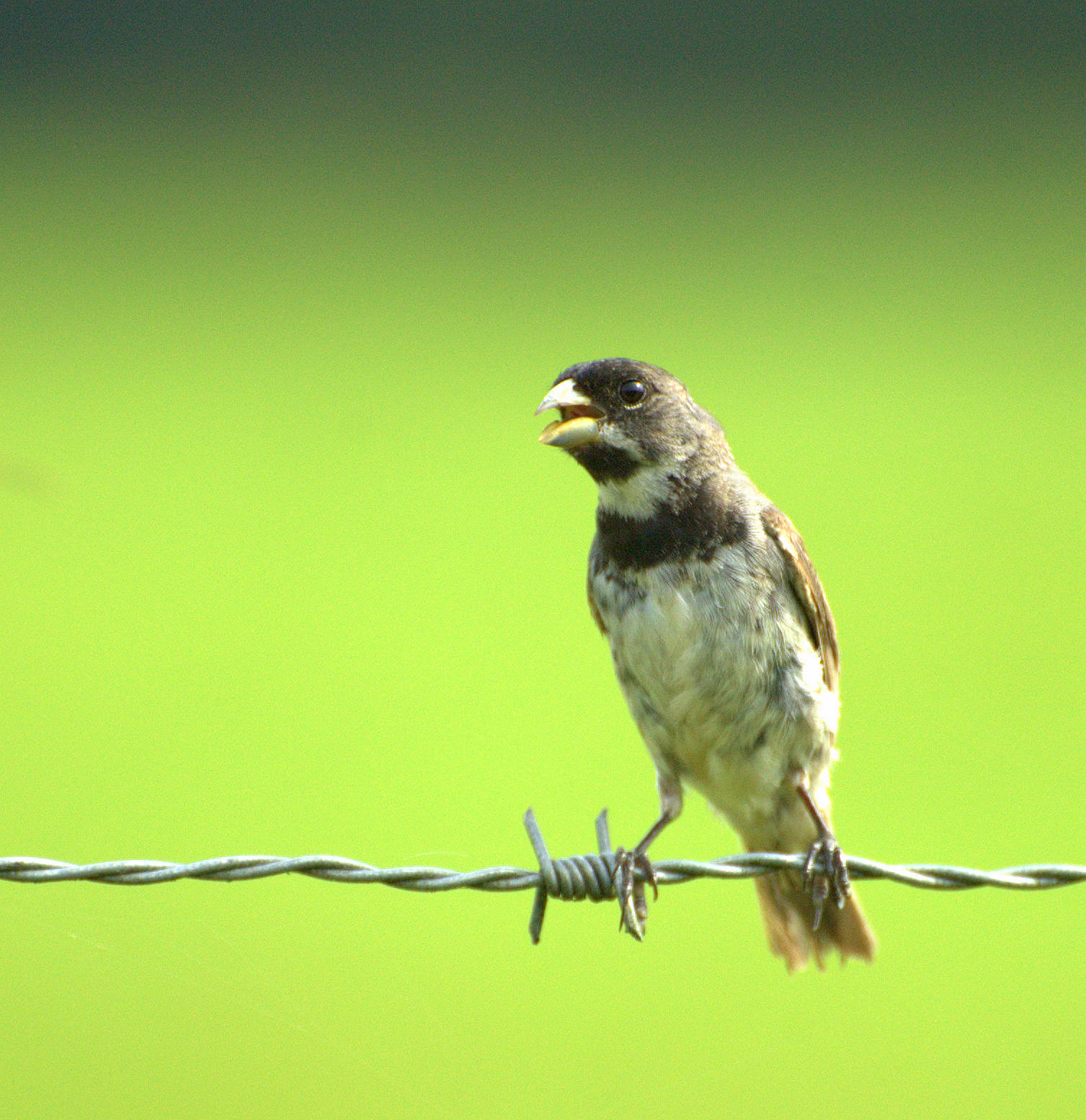
Hane